# 文典站
文典站（越南语：／*/?）是越南河内市的一个铁路车站，位于青池县文典市镇。有南北铁路经过，是河内西环铁路北文铁路的终点。向北距离河内站9公里，向南距离顺化站679公里、距离西贡站1,717公里。
此站附近有河内都市铁路1号线规划，起於玉洄，途经河內站，止於安園，河同铁路和南北铁路有复线电气化改造规划。